# Knox Helm

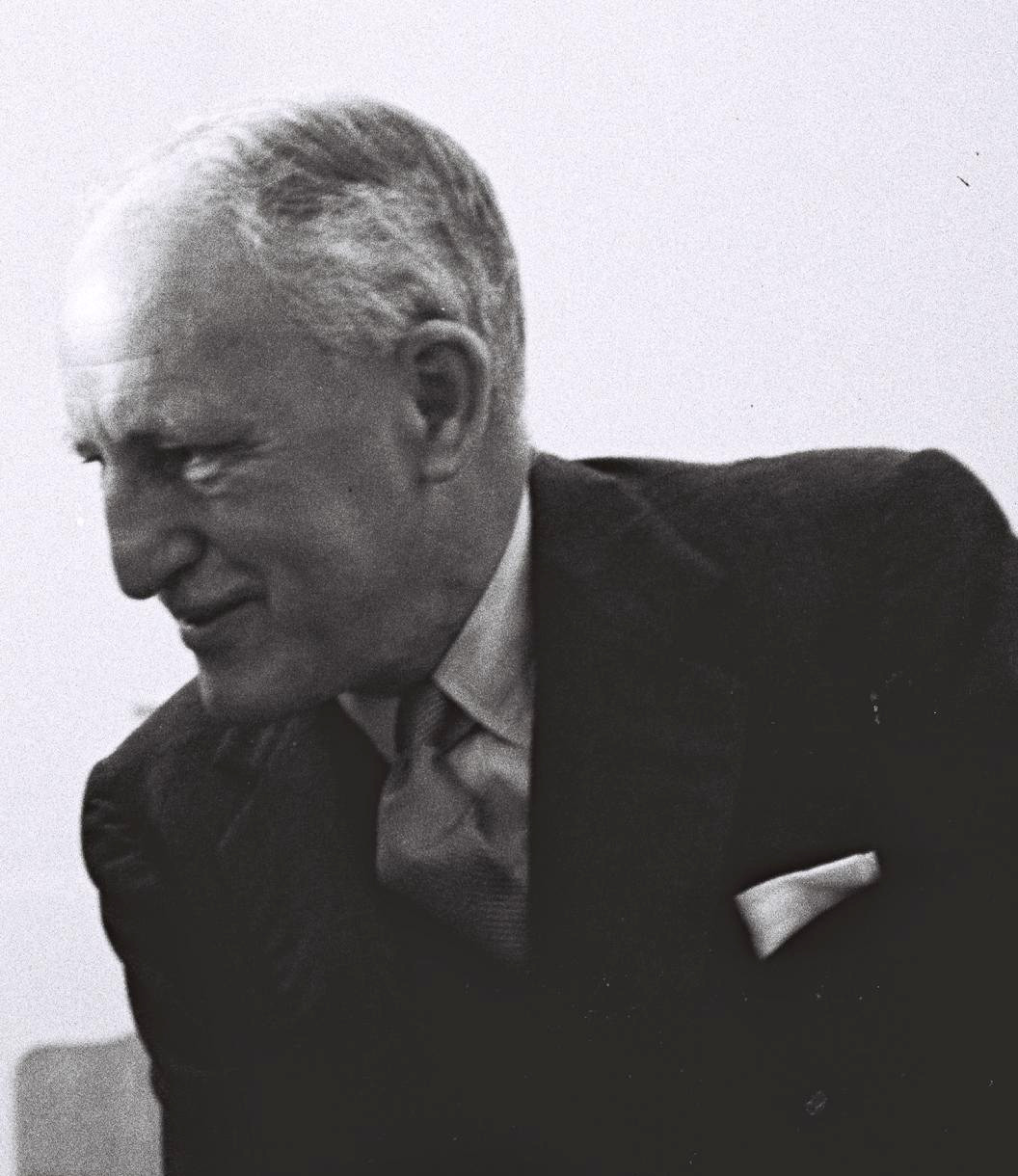
Sir Knox Helm (1951)

Sir Alexander Knox Helm,  GBE, KCMG, (* 24. März 1893; † 7. März 1964) war ein britischer Diplomat und Kolonialbeamter, der unter anderem von 1951 bis 1954 Botschafter des Vereinigten Königreichs in der Türkei sowie zwischen 1954 und 1955 letzter Generalgouverneur des Anglo-Ägyptischen Sudan war.

## Leben

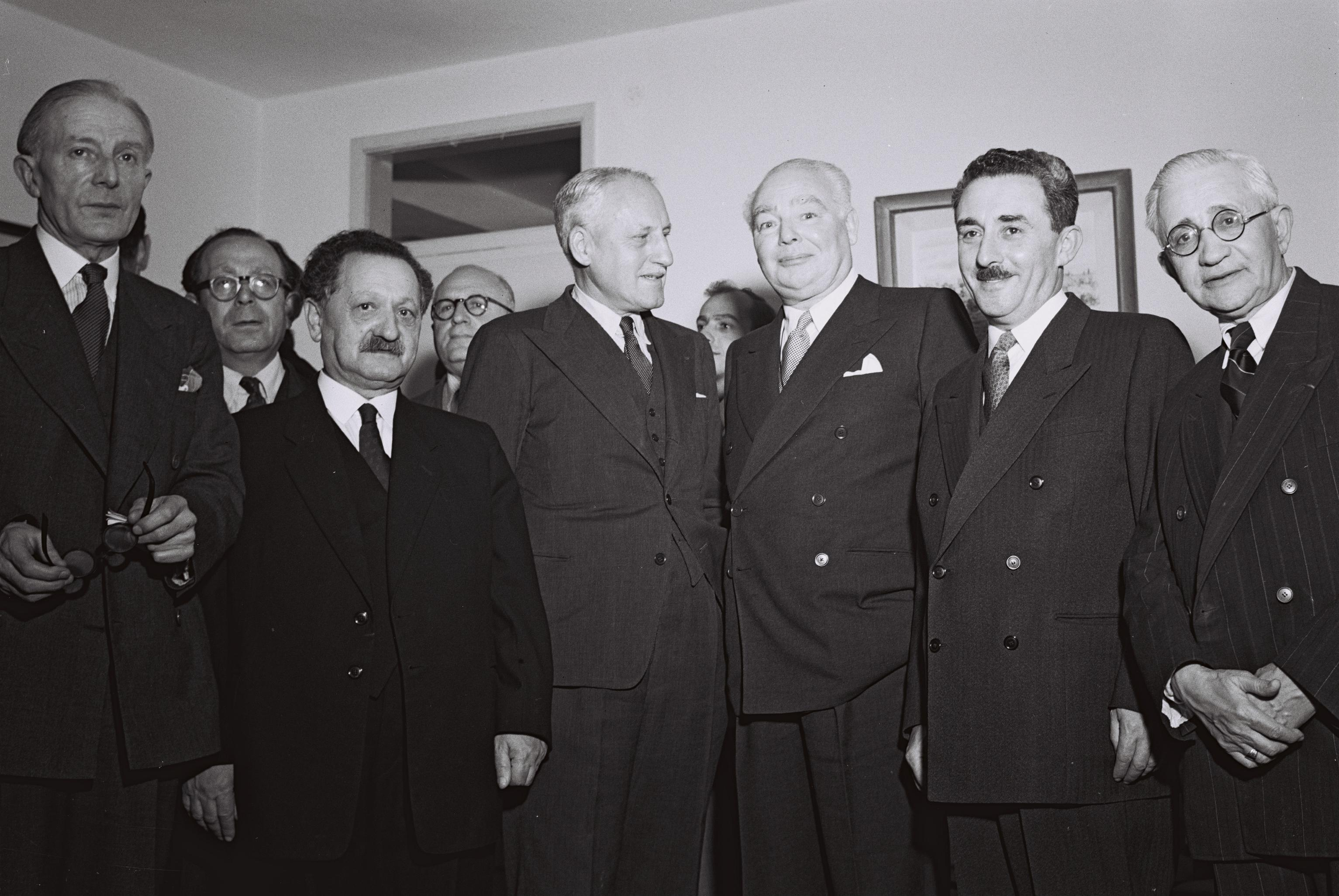
Sir Knox Hall (4.v.r.) als Botschafter in Israel mit Glenvil Hall, Moshe Rosetti, Yosef Sprinzak, Leslie Hore-Belisha und Mosche Scharet und anderen Politikern bei einem Gespräch in der Knesset (v. l. n. r.), 1951

Alexander Knox Helm, Sohn von William Hunter Helm und Annie Clark, absolvierte nach dem Besuch der Dumfries Academy ein Studium am King’s College der University of Cambridge. Er trat 1912 in den diplomatischen Dienst (HM Foreign Service). 1917 leistete er an der Palästinafront den Kriegsdienst.
Als Diplomat fand er unter anderem Verwendungen in Thessaloniki, Konstantinopel, Ankara, Addis Abeba sowie Washington, D.C. Er wurde für seine Verdienste 1924 zunächst Offizier (OBE) sowie 1932 auch Commander des Order of the British Empire (CBE). Er wechselte 1942 erneut an die Botschaft in der Türkei und war dort bis 1946 als Botschaftsrat tätig. Für seine Verdienste in dieser Zeit wurde er 1945 auch zum Companion des Order of St Michael and St George (CMG) ernannt.
1947 wurde Helm zunächst Leiter der Politischen Vertretung und war danach von 1947 bis zu seiner Ablösung durch Sir Geoffrey Wallinger 1949 Gesandter in Ungarn. Nach der Unabhängigkeitserklärung von Israel am 14. Mai 1948 traf er am 17. Mai 1949 in Tel Aviv ein und wurde de Facto der Nachfolger des Hochkommissars für Palästina, Generalleutnant Sir Alan Cunningham. Nach der De-jure-Anerkennung Israels durch Großbritannien im April 1950 wurde er erster Botschafter des Vereinigten Königreichs in Israel. Er verblieb auf diesem Posten bis 1951 und wurde daraufhin von Sir Francis Evans abgelöst. Im Rahmen der Birthday Honours wurde er am 9. Juni 1949 als Knight Commander des Order of St Michael and St George (KCMG) geadelt, so dass er fortan das Prädikat „Sir“ führte.
1951 übernahm Sir Knox Helms als Nachfolger von Sir Noel Charles den Posten als Botschafter des Vereinigten Königreichs in der Türkei, wodurch er zum vierten Mal Dienst in der Türkei versah. Er hatte dieses Amt bis 1954 inne und wurde anschließend von Sir James Bowker abgelöst. Aufgrund seiner dortigen Verdienste erhielt er im Zuge der „Birthday Honours“ am 1. Juni 1953 zum Knight Grand Cross des Order of the British Empire (GBE) erhoben. Als Nachfolger von Sir Robert Howe übernahm er am 29. März 1954 den Posten als Generalgouverneur des Anglo-Ägyptischen Sudan. Diesen bekleidete er bis zum 12. Dezember 1955 und war damit letzter Amtsinhaber, ehe der Sudan zum 1. Januar 1956 seine Unabhängigkeit erhielt. Seine Tochter Isabel Angus Helm war mit Philip John Duppa Langrishe verheiratet, einem Captain der Royal Artillery und Sohn des Lieutenant-Colonel des Royal Army Medical Corps John du Plessis Langrishe.